# Bodil Mårtensson (författare)
Bodil Elisabet Mårtensson, född 11 september 1952 i Karlskrona, är en svensk författare av framför allt kriminal- och ungdomsromaner. Med sina böcker har hon placerat Helsingborg på den svenska deckarkartan. Hon är syster till Peder Carlsson.

## Författarskap (kriminalromaner)
Mårtensson har målat och tecknat sedan barndomen men började efterhand alltmer fundera på att skriva. Efter att ha bollat olika alternativ, bland annat en serie historiska romaner, tog ungdomens deckarläsning över. Debutboken En chans för mycket (1999) om kriminalkommissarie Hill nominerades till Polonipriset. Den översattes snabbt till tyska och har liksom senare böcker i serien haft stor framgång där.
De tidigare böckerna förenar thrillerstämning med humor och präglas av psykologi. Senare böcker är mer vardagsnära, även om situationerna sällan är helt vanliga. Det må sen handla om tjuvar, krisande äktenskap, skenbara spöken i Kärnan, folk som återuppstår sedan de brunnit inne och galna seriemördare. De senaste, som Brottskod 09 med dess trafficking-story (2007), Rebeccas blod (2008), och Greppet (2009) är hårdare och mer realistiska i anslaget. Som inspiration har Mårtensson i intervjuer nämnt Ed McBain. Hon samarbetar gärna med polisutredare och kriminaltekniker, läkare och dykspecialister för att få en autentisk bakgrund och för att "kolla fakta". 
Mårtensson har även skrivit en serie populära spänningsböcker för ungdom med dykning som huvudtema. Här får man till exempel möta spioner i Stockholms skärgård, delfiner i Öresund, hajar i Florida, Loch Ness-odjuret och vara med att undersöka ett flygplansvrak utanför Kullaberg. Dessutom har hon publicerat ett flertal deckarnoveller och planerar nu en kriminalserie även för ungdomliga läsare. Hon har även skrivit flera lättlästa böcker för LL-förlaget med spänningsmotiv, samt medverkat i novellsamlingar på samma förlag. Under senare tid har Mårtensson också varit verksam som föreläsare i ämnen som anknyter till hennes böcker. 
Framgångarna i Tyskland har gett henne en egen fan-club bland tyska kriminalpoliser, som per segelbåt besökte Helsingborg särskilt för att träffa henne i augusti 2006.

## Historiska romaner
I maj 2011 utgavs Barkhes döttrar. Denna bok är en historisk spänningsroman i Helsingborgsmiljö i en såväl historisk som delvis fiktiv miljö. De följdes av Barkhes son och Barkhes kors. Barkhe-serien utspelas mot bakgrund av striderna mellan Sverige och Danmark om makten över Skåne, men är trots historisk bakgrund en till delar fiktiv romanserie om Länsman Barkhe i Helsingborg, och hans unga döttrar. En ny bokserie påbörjades 2014 med Blodbokens tid (2014) som första volym. Denna boksvit utspelas under Magnus Erikssons och Valdemar Atterdags dagar och hämtar sitt stoff från en tid av politiska intriger och personstrider.
De historiska romanerna finns också som e-böcker och flera som talböcker.

## Övrigt
Mårtensson har varit bosatt i Helsingborg sedan 1992 och hennes förtrogenhet med staden reflekteras i hennes böcker. Det har också gjort henne till en välkänd lokal profil med en egen bronsplakett i hamnen. Hon har även ställt ut sagomålningar på bland annat Helsingborgs Stadsbibliotek. 
Mårtensson var 1971–2005 gift med Bertil Mårtensson och är syster till Peder Carlsson.

### Kriminalromaner
- Mårtensson, Bodil (1999). En chans för mycket. Stockholm: Prisma. Libris 7408660. ISBN 91-518-3601-7 (inb.)
  - Mårtensson, Bodil (2010). En chans för mycket [Elektronisk resurs] : roman. Rydebäck: Flying Bird Produktion. ISBN 91-977705-9-0
- Mårtensson, Bodil (2000). Beckmörker. Stockholm: Prisma. Libris 7408760. ISBN 91-518-3733-1 (inb.)
- Mårtensson, Bodil (2001). Torpeden. Stockholm: Prisma. ISBN 91-518-3861-3
  - Mårtensson, Bodil (2011). Torpeden [Elektronisk resurs] : roman. Rydebäck: Flying Bird Produktion. ISBN 978-91-86571-05-4
- Mårtensson, Bodil (2002). Konsten att dö. Stockholm: Prisma. Libris 8524759. ISBN 91-518-4051-0 (inb.)
- Mårtensson, Bodil (2004). Jag vet att du är ensam. Göteborg: Tre Böcker. Libris 11514954. ISBN 91-7029-561-1
  - Mårtensson, Bodil (2009). Jag vet att du är ensam [Elektronisk resurs] : roman. Rydebäck: Flying Bird Produktion. Libris ?. ISBN 91-977705-6-6
- Mårtensson, Bodil (2005). Cuba Red. Göteborg: Tre böcker. Libris 9876735. ISBN 91-7029-585-9 (inb.)
  - Mårtensson, Bodil (2010). Cuba Red [Elektronisk resurs] : roman. Rydebäck: Flying Bird Produktion. Libris ?. ISBN 978-91-977705-7-6
- Mårtensson, Bodil (2006). Nattportierns historia: [deckare. Göteborg: Tre böcker. Libris 10147773. ISBN 91-7029-605-7 (inb.)
- Mårtensson, Bodil (2007). Brottskod 09. Göteborg: Tre böcker. Libris 10425263. ISBN 978-91-7029-628-4 (inb.)
  - Mårtensson, Bodil (2009). Brottskod 09 [Elektronisk resurs] : roman. Rydebäck: Flying Bird Produktion. Libris 11329916. ISBN 978-91-977705-3-8
- Mårtensson, Bodil (2008). Rebeccas blod: [kriminalroman]. Göteborg: Tre böcker. Libris 10761325. ISBN 978-91-7029-643-7
  - Mårtensson, Bodil (2009). Rebeccas blod [Elektronisk resurs] : roman. Rydebäck: Flying Bird Produktion. Libris 11500168. ISBN 978-91-977705-5-2
- Mårtensson, Bodil (2009). Greppet: [kriminalroman]. Göteborg: Tre böcker. Libris 11378642. ISBN 978-91-7029-665-9
- Mårtensson, Bodil (2010). Justine - Raschans hämnd: [kriminalroman]. Göteborg: Tre böcker. ISBN 978-91-7029-675-8
  - Mårtensson, Bodil (2010). Justine - Raschans hämnd [Elektronisk resurs] : roman. Rydebäck: Flying Bird Produktion. Libris ?. ISBN 978-91-86571-00-9

### Historiska romaner
- Mårtensson, Bodil (2011). Barkhes döttrar, Dahlgrens Förlag. ISBN 978-91-978395-7-0
- Mårtensson, Bodil (2012). Barkhes son, Dahlgrens Förlag. ISBN 978-91-8691-303-8
- Mårtensson, Bodil (2014). Barkhes kors, Hoi Förlag. ISBN 9789175579443
- Mårtensson, Bodil (2014). Blodbokens tid, Bokfabriken. ISBN 9789187301490
- Mårtensson, Bodil (2015). Kastanjeträdets makt, Bokfabriken. ISBN 9789176291283
- Mårtensson, Bodil (2016). I ekens tecken, Bokfabtriken. ISBN 9789176293089

### Ungdomsböcker
- Mårtensson, Bodil (2004). Fyndet på havets botten. B. Wahlströms ungdomsböcker, 99-0117885-1 ; 3179Team Scuba. Stockholm: B. Wahlström. Libris 9684022. ISBN 91-32-14689-2 (inb.)
- Mårtensson, Bodil (2004). Delfinernas hämnd. B. Wahlströms ungdomsböcker, 99-0117885-1 ; 3180Team Scuba. Stockholm: B. Wahlström. Libris 9684073. ISBN 91-32-14690-6 (inb.)
- Mårtensson, Bodil (2005). Hajvarning. B. Wahlströms ungdomsböcker ; 3192Team scuba ; 3. Enskede: TPB. Libris 11518711
- Mårtensson, Bodil (2005). Monstret på djupet. B. Wahlströms ungdomsböcker, 99-0117885-1 ; 3216Team scuba. Stockholm: B. Wahlström. Libris 9959088. ISBN 91-32-14732-5 (inb.)
- Mårtensson, Bodil (2006). Flygarens hemlighet. B. Wahlströms ungdomsböcker, 99-0117885-1 ; 3234Team scuba. Stockholm: B. Wahlström. Libris 10027414. ISBN 91-32-14897-6 (inb.)
- Mårtensson, Bodil (2006). Mördarmusslans förbannelse. B. Wahlströms ungdomsböcker, 99-0117885-1 ; 3260Team scuba. Stockholm: B. Wahlström. Libris 10135231. ISBN 91-32-14971-9 (inb.)

### Lättläst-böcker
- Svedelid Olov, Durling Ulf, Mårtensson Bodil, red (2009). Arsenik och gamla synder: 3 mordhistorier. Lättläst, 99-0109264-7En lätt pocket, 99-2600278-1. Stockholm: LL-förlaget. Libris 11227810. ISBN 978-91-7053-273-3
- Mårtensson Bodil, Sigander Helena, Falk Bertil, red (2007). Mord och vassa klackar: tre mordhistorier. Lättläst, 99-0109264-7En lätt pocket, 99-2600278-1. Stockholm: LL-förlaget. Libris 10412881. ISBN 978-91-7053-106-4
- Mårtensson, Bodil (2006). Slottet Standheart: ett farligt arv. Lättläst. Spänning. Stockholm: LL-förlaget. Libris 10187283. ISBN 91-7053-083-1
- Mårtensson, Bodil (2004). Glasets hemlighet. Lättläst. Spänning. Stockholm: LL-förl. Libris 9628657. ISBN 91-7053-029-7
- Mårtensson, Bodil (2007). Slottet Standheart ett farligt arv. Stockholm: LL-förlaget. Libris 11523844

### Noveller (urval)
- Vinnarlaget ur Olaisen Per, red (1996). Skånska gåsamord: noveller och nyttigheter om mat och myt. Lund: Boström. Libris 7797741. ISBN 91-972634-2-7 (inb.)
- Julrush ur Blom K. Arne, red (1998). Skånska julmysterier: noveller av Skånska deckarsällskapet och allehanda andra nyttigheter som hör julen till. Lund: Boström. Libris 7626837. ISBN 91-7231-008-1 (inb.)
- Mårtensson, Bodil (7 maj 2001). ”The Hill Story”. svensk Bokhandel. http://www.svb.se/Debutanter/65805/copy-of-host/5619. Läst 7 september 2009.
- Sista dansen (Hemmets Veckotidning nr 30 juli 2001)
- Rysk utbåt (Året Runt nr 38, sept 2004)
- Mördande kallt (Hemmets Veckotidning Nr 4 jan 2007)
- Mordgåvan ur Mårtensson Bodil, Sigander Helena, Falk Bertil, red (2007). Mord och vassa klackar: tre mordhistorier. Lättläst, 99-0109264-7En lätt pocket, 99-2600278-1. Stockholm: LL-förlaget. Libris 10412881. ISBN 978-91-7053-106-4